# Nathan (piłkarz)
Nathan Allan de Souza (ur. 13 marca 1996 w Blumenau) – brazylijski piłkarz występujący na pozycji pomocnika w brazylijskim klubie Atlético Mineiro. Wychowanek Athletico Paranaense. Były młodzieżowy reprezentant Brazylii.